# Byambasuren Sharav
Byambasuren Sharav (13 november 1952 i Jarkaltkhaan Sum i Khentij-provinsen, Mongoliet, død 15. juli 2019 i Ulan Bator) var en mongolsk komponist og lærer. 
Sharav studerede på Musical Choreographic College og Ural Music Conservatory i Sverdlovsk i Rusland.
Han har skrevet 3 symfonier, orkesterværker, operaer, koncerter for mongolske instrumenter, filmmusik, korværker, balletmusik og 200 sange. 
Sharav blev bl.a. undervist af Sambyn Gonchiksumla, og hører til de ledende komponister i Mongoliet. 

## Udvalgte værker
- Symfoni nr. 1 (1983) - for orkester
- Symfoni nr. 2 (1987) - for kor og orkester
- Symfoni nr. 3 (1990) - for orkester
- "Djengis Khan" (2003) - opera
- "Øjeblikket land" (1998) - ballet
- "Tørret sværd af Onon" (1990) - ballet